# 加藤正次 (戦国武将)
加藤 正次（かとう まさつぐ）は、戦国時代から江戸時代初期の武将。

## 生涯
織田氏に仕えた加藤正任（喜左衛門）の子で、当初は竹本氏を称する。伯父の家系が徳川氏の家臣だったため、永禄11年（1568年）徳川家康より招かれ、家名を加藤に戻すよう命じられている。
元亀元年（1570年）姉川の戦いでは、味方に紛れて本陣に近づいた敵兵を斬るという武功があった。元亀3年（1572年）三方ヶ原の戦いで従兄の加藤正信が戦死したため、正信の妹を妻としてその家督を襲った。天正3年（1575年）長篠の戦いで敵将の首級を挙げた他、天正7年（1579年）小山城攻め、天正12年（1584年）小牧・長久手の戦いで武功があった。
天正18年（1590年）小田原征伐に従軍。戦後に徳川氏が関東転封となると、武蔵国比企郡・上総国望陀郡に2,000石を与えられた。慶長5年（1600年）関ヶ原の戦いでは使番を務め、戦後は京都所司代・奥平信昌属下として京中の警衛にあたる。翌年罪を得て蟄居となるが、翌年には東海道の諸宿場に下された伝馬定書に連署している。慶長8年（1603年）家康の上洛の供奉に加わっている。慶長18年（1613年）65歳で没。